# Mark Robinson (giocatore di football americano)
Mark Isaiah Robinson (Leesburg, 14 agosto 1999) è un giocatore di football americano statunitense che milita nel ruolo di linebacker per i Pittsburgh Steelers della National Football League (NFL).

## Carriera

### Pittsburgh Steelers
Thomas al college giocò a football al Presbyterian College (2017), alla Southeast Missouri State University (2018-2019) e a Ole Miss (2020-2021). Fu scelto nel corso del settimo giro (225º assoluto) nel Draft NFL 2022 dai Pittsburgh Steelers. Nella sua stagione da rookie disputò 4 partite, 2 delle quali come titolare, mettendo a segno 9 tackle.
Nell'ultimo turno della stagione 2023 Robinson mise a segno il suo primo sack in carriera e forzò un fumble nella vittoria sui Baltimore Ravens.